# Pechino Express (nona edizione)
La nona edizione del reality Pechino Express, sottotitolata La rotta dei sultani, è andata in onda in prima serata su Sky Uno e in streaming su Now dal 10 marzo al 12 maggio 2022 per 10 puntate. La conduzione è affidata per l'ottavo anno consecutivo a Costantino della Gherardesca, sostituito dalla quinta all'ottava puntata da Enzo Miccio per un infortunio, e con il quale co-conduce le ultime due puntate.
In questa edizione i concorrenti hanno attraversato quattro Paesi del Medio Oriente e dell'Asia centrale: Turchia, Uzbekistan, Giordania, Emirati Arabi Uniti.
Come sempre tutti i premi vinti sono andati in beneficenza ad organizzazioni che operano nei Paesi visitati nel corso del programma.
L'edizione è stata vinta da I pazzeschi, coppia formata da Paride Vitale e Victoria Cabello.
Come avviene per molte produzioni pay di Sky, il programma viene replicato su TV8 dal 6 settembre all'8 novembre 2022.

## Concorrenti
| Coppia           | Componenti                            | Classifica | Stato                |
| ---------------- | ------------------------------------- | ---------- | -------------------- |
| I pazzeschi      | Victoria Cabello e Paride Vitale      | 1ª         | Vincitori            |
| Mamma e figlia   | Natasha Stefanenko e Sasha Sabbioni   | 2ª         | Seconde classificate |
| Gli sciacalli    | Gianluca "Fru" Colucci e Aurora Leone | 3ª         | Eliminati            |
| Italia–Brasile   | Nikita Pelizon e Helena Prestes       | 4ª         | Eliminate            |
| Gli indipendenti | Bugo e Cristian Dondi                 | 5ª         | Eliminati            |
| I fidanzatini    | Rita Rusić e Cristiano Di Luzio       | 6ª         | Eliminati            |
| Gli scienziati   | Barbascura X e Andrea Boscherini      | 7ª         | Eliminati            |
| Padre e figlio   | Ciro Ferrara e Giovanbattista Ferrara | 8ª         | Eliminati            |
| Gli atletici     | Alex Schwazer e Bruno Fabbri          | 9ª         | Eliminati            |
| Le tiktoker      | Anna Ciati e Giulia Paglianiti        | 10ª        | Eliminate            |

## Ospiti
| Ospite          | Ruolo |
| --------------- | --- |
| Enzo Miccio     | Componente della coppia Le Lepri insieme a Costantino Della Gherardesca nella 3ª tappa Dalla 5ª tappa sostituisce come conduttore Costantino, costretto a fermarsi per problemi di salute. Dalla 9ª tappa rimane come co-conduttore insieme a Costantino |
| Max Giusti      | Nella 3ª tappa sostituisce Costantino, impegnato nella coppia Le Lepri insieme ad Enzo Miccio |
| Massimo Ferrero | Partecipa alla 9ª tappa come zavorra della bandiera avvelenata |

## Tappe
| Puntata | Paese                         | Partenza                                     | Intermedio                        | Intermedio                        | Arrivo                                    | Lunghezza                 |
| ------- | ----------------------------- | -------------------------------------------- | --------------------------------- | --------------------------------- | ----------------------------------------- | ------------------------- |
| 1       | Turchia                       | Uçhisar (cittadella)                         | Mazı (città sotterranea)          | Mazı (città sotterranea)          | Sultanhani (caravanserraglio)             | 226 km                    |
| 2       | Turchia                       | Konya                                        | Eğirdir (chiesa di Santo Stefano) | Eğirdir (chiesa di Santo Stefano) | Pamukkale (area archeologica di Ierapoli) | 446 km                    |
| 3       | Turchia                       | Pamukkale (area archeologica di Ierapoli)    | Belevi (piazza centrale)          | Belevi (piazza centrale)          | Ayvalık (parco Cunda Mevlana)             | 399 km                    |
| 4       | Turchia                       | Istanbul (moschea di Solimano)               | Istanbul (Piazza Sultanahmet)     | Istanbul (Piazza Sultanahmet)     | Istanbul (moschea di Ortaköy)             | 103 km                    |
| T       | Turchia Uzbekistan            | Istanbul – Ayaz-Kala                         | Istanbul – Ayaz-Kala              | Istanbul – Ayaz-Kala              | Istanbul – Ayaz-Kala                      | 2655 km (in linea d'aria) |
| 5       | Uzbekistan                    | Deserto del Kizilkum (fortezza di Ayaz-Kala) | Khiva (madrasa di Shergazi Khan)  | Khiva (madrasa di Shergazi Khan)  | Khiva (madrasa Mohammed Amin Khan)        | 100 km                    |
| 6       | Uzbekistan                    | Bukhara (Po-i-Kalyan)                        | Samarcanda (piazza Registan)      | Samarcanda (piazza Registan)      | Tashkent (mausoleo Kaffal Shoshi)         | 643 km                    |
| T       | Uzbekistan Giordania          | Tashkent – Aqaba                             | Tashkent – Aqaba                  | Tashkent – Aqaba                  | Tashkent – Aqaba                          | 3335 km (in linea d'aria) |
| 7       | Giordania                     | Aqaba (spiaggia)                             | Aqaba (forte)                     | Aqaba (forte)                     | Petra (Tesoro)                            | 253 km                    |
| 8       | Giordania                     | Petra (rovine romane)                        | al-Karak (castello)               | al-Karak (castello)               | Amman (cittadella)                        | 287 km                    |
| T       | Giordania Emirati Arabi Uniti | Amman – Ras Al Khayma                        | Amman – Ras Al Khayma             | Amman – Ras Al Khayma             | Amman – Ras Al Khayma                     | 2060 km (in linea d'aria) |
| 9       | Emirati Arabi Uniti           | Ras Al Khayma (museo nazionale)              | al-'Ayn (oasi)                    | Abu Dhabi (spiaggia)              | Abu Dhabi (Kasr al Amwaj)                 | 493 km                    |
| 10      | Emirati Arabi Uniti           | Dubai (Palm Islands)                         | Dubai (The Frame)                 | Dubai (The Frame)                 | Dubai (Grand Hotel)                       | N.D.                      |
| Totale  | Totale                        | Totale                                       | Totale                            | Totale                            | Totale                                    | 11000 km                  |

## Tabella delle eliminazioni
Legenda
- Vincitori di Pechino Express
- Vincitori della prova immunità/prova vantaggio
- Vincitori di tappa
- A rischio eliminazione
- La coppia arriva al traguardo dopo quella delle Lepri (formata da Costantino della Gherardesca ed Enzo Miccio) ed è automaticamente a rischio eliminazione
- La coppia si salva perché nella busta nera c'è scritto che la tappa non è eliminatoria
- La coppia è ultima in classifica e viene eliminata direttamente
- La coppia è arrivata al traguardo con la bandiera nera (retrocede di una posizione)
- N.C. la coppia non porta a termine la tappa

| Coppie                                | 1ª puntata Turchia | 2ª puntata Turchia     | 3ª puntata Turchia     | 4ª puntata Turchia     | 5ª puntata Uzbekistan  | 5ª puntata Uzbekistan  | 6ª puntata Uzbekistan  | 6ª puntata Uzbekistan  | 7ª puntata Giordania   | 7ª puntata Giordania   | 8ª puntata Giordania   | 8ª puntata Giordania   | 9ª puntata Emirati Arabi Uniti | 9ª puntata Emirati Arabi Uniti | 10ª puntata Emirati Arabi Uniti | 10ª puntata Emirati Arabi Uniti |
| ------------------------------------- | ------------------ | ---------------------- | ---------------------- | ---------------------- | ---------------------- | ---------------------- | ---------------------- | ---------------------- | ---------------------- | ---------------------- | ---------------------- | ---------------------- | ------------------------------ | ------------------------------ | ------------------------------- | ------------------------------- |
| Victoria Cabello e Paride Vitale      | 1ª                 | 2ª                     | 2ª                     | 3ª                     | 3ª                     | 3ª                     | 2ª                     | 2ª                     | 2ª                     | 2ª                     | 1ª → 2ª                | 1ª → 2ª                | 1ª                             | 1ª                             | 1ª                              | 1ª                              |
| Natasha Stefanenko e Sasha Sabbioni   | Immunità           | Immunità               | 4ª                     | Immunità               | 4ª                     | 4ª                     | Vantaggio              | 1ª                     | 3ª                     | 3ª                     | 3ª                     | 3ª                     | 3ª                             | 3ª                             | 2ª                              | 2ª                              |
| Gianluca "Fru" Colucci e Aurora Leone | 4ª                 | 6ª                     | Immunità               | 4ª                     | 2ª                     | 2ª                     | 4ª                     | 4ª                     | 1ª                     | 1ª                     | 4ª                     | 4ª                     | Vantaggio                      | 2ª                             | 3ª                              | Eliminati (10ª puntata)         |
| Nikita Pelizon e Helena Prestes       | 2ª                 | 1ª                     | 3ª                     | 1ª                     | Vantaggio              | 1ª                     | 3ª                     | 3ª                     | Vantaggio              | 4ª                     | Vantaggio              | 2ª → 1ª                | 4ª                             | 4ª                             | Eliminate (9ª puntata)          | Eliminate (9ª puntata)          |
| Nikita Pelizon e Helena Prestes       | 2ª                 | 1ª                     | 3ª                     | 1ª                     | Vantaggio              | 1ª                     | 3ª                     | 3ª                     | Bandiera nera          | 4ª                     | Vantaggio              | 2ª → 1ª                | 4ª                             | 4ª                             | Eliminate (9ª puntata)          | Eliminate (9ª puntata)          |
| Bugo e Cristian Dondi                 | 6ª                 | 8ª                     | 5ª                     | 7ª                     | 6ª                     | 6ª                     | 5ª                     | 5ª                     | 5ª                     | 5ª                     | 5ª                     | 5ª                     | Eliminati (8ª puntata)         | Eliminati (8ª puntata)         | Eliminati (8ª puntata)          | Eliminati (8ª puntata)          |
| Rita Rusić e Cristiano di Luzio       | 5ª                 | 5ª                     | 1ª                     | 2ª                     | 5ª                     | 5ª                     | 6ª                     | 6ª                     | Eliminati (6ª puntata) | Eliminati (6ª puntata) | Eliminati (6ª puntata) | Eliminati (6ª puntata) | Eliminati (6ª puntata)         | Eliminati (6ª puntata)         | Eliminati (6ª puntata)          | Eliminati (6ª puntata)          |
| Barbascura X e Andrea Boscherini      | 7ª                 | 4ª                     | 7ª                     | 5ª                     | 7ª                     | 7ª                     | Eliminati (5ª puntata) | Eliminati (5ª puntata) | Eliminati (5ª puntata) | Eliminati (5ª puntata) | Eliminati (5ª puntata) | Eliminati (5ª puntata) | Eliminati (5ª puntata)         | Eliminati (5ª puntata)         | Eliminati (5ª puntata)          | Eliminati (5ª puntata)          |
| Ciro Ferrara e Giovanbattista Ferrara | 3ª                 | 3ª                     | 6ª                     | 6ª                     | Eliminati (4ª puntata) | Eliminati (4ª puntata) | Eliminati (4ª puntata) | Eliminati (4ª puntata) | Eliminati (4ª puntata) | Eliminati (4ª puntata) | Eliminati (4ª puntata) | Eliminati (4ª puntata) | Eliminati (4ª puntata)         | Eliminati (4ª puntata)         | Eliminati (4ª puntata)          | Eliminati (4ª puntata)          |
| Alex Schwazer e Bruno Fabbri          | 9ª                 | 7ª                     | Eliminati (2ª puntata) | Eliminati (2ª puntata) | Eliminati (2ª puntata) | Eliminati (2ª puntata) | Eliminati (2ª puntata) | Eliminati (2ª puntata) | Eliminati (2ª puntata) | Eliminati (2ª puntata) | Eliminati (2ª puntata) | Eliminati (2ª puntata) | Eliminati (2ª puntata)         | Eliminati (2ª puntata)         | Eliminati (2ª puntata)          | Eliminati (2ª puntata)          |
| Anna Ciati e Giulia Paglianiti        | 8ª                 | Eliminate (1ª puntata) | Eliminate (1ª puntata) | Eliminate (1ª puntata) | Eliminate (1ª puntata) | Eliminate (1ª puntata) | Eliminate (1ª puntata) | Eliminate (1ª puntata) | Eliminate (1ª puntata) | Eliminate (1ª puntata) | Eliminate (1ª puntata) | Eliminate (1ª puntata) | Eliminate (1ª puntata)         | Eliminate (1ª puntata)         | Eliminate (1ª puntata)          | Eliminate (1ª puntata)          |

## Prova immunità/vantaggio
- Coppia vincitrice dell'immunità/del vantaggio

| Puntata | Tappa                                             | 1ª coppia                                         | 2ª coppia                                         | 3ª coppia                                         | 4ª coppia                                         | 5ª coppia                                         |
| ------- | ------------------------------------------------- | ------------------------------------------------- | ------------------------------------------------- | ------------------------------------------------- | ------------------------------------------------- | ------------------------------------------------- |
| 1       | Mazı                                              | Padre e figlio                                    | Mamma e figlia                                    | Gli sciacalli                                     | -                                                 | -                                                 |
| 2       | Eğirdir                                           | Mamma e figlia                                    | I pazzeschi                                       | I fidanzatini                                     | -                                                 | -                                                 |
| 3       | Belevi                                            | Italia-Brasile                                    | Gli scienziati                                    | I fidanzatini                                     | Gli sciacalli                                     | -                                                 |
| 4       | Istanbul                                          | Mamma e figlia                                    | Gli scienziati                                    | Italia-Brasile                                    | -                                                 | -                                                 |
| 5       | Khiva                                             | I pazzeschi                                       | Gli sciacalli                                     | Gli indipendenti                                  | Italia-Brasile                                    | -                                                 |
| 6       | Samarcanda                                        | Italia-Brasile                                    | Mamma e figlia                                    | -                                                 | -                                                 | -                                                 |
| 7       | Wadi Rum                                          | Gli sciacalli                                     | I pazzeschi                                       | Mamma e figlia                                    | Italia-Brasile                                    | Gli indipendenti                                  |
| 8       | al-Karak                                          | Gli sciacalli                                     | Italia-Brasile                                    | -                                                 | -                                                 | -                                                 |
| 9       | Abu Dhabi                                         | Mamma e figlia                                    | Gli sciacalli                                     | I pazzeschi                                       | Italia-Brasile                                    | -                                                 |
| 10      | Non viene svolta nessuna prova vantaggio/immunità | Non viene svolta nessuna prova vantaggio/immunità | Non viene svolta nessuna prova vantaggio/immunità | Non viene svolta nessuna prova vantaggio/immunità | Non viene svolta nessuna prova vantaggio/immunità | Non viene svolta nessuna prova vantaggio/immunità |

## Handicap
| Puntata | Handicap iniziale | Coppia/e         | Handicap intermedio                                                                                         | Coppia/e             |
| ------- | --- | ---------------- | --- | -------------------- |
| 1       | - | -                | Portare fino al traguardo finale una brocca ittita piena di vino                                            | Gli atletici         |
| 2       | - | -                | Non avere a disposizione una lavagnetta per poter scrivere il testo di una canzone                          | Gli indipendenti     |
| 3       | Pulire anche gli interni dell'auto                                                                                   | Italia-Brasile   | Tutte le coppie che arrivano al traguardo finale dopo Costantino ed Enzo Miccio sono a rischio eliminazione | Tutte le coppie      |
| 4       | - | -                | Partire per ultimi dopo aver ascoltato una lezione sulla moschea di Hagia Sofia                             | I fidanzatini        |
| 5       | - | -                | Partire per ultimi dopo aver scattato una foto su un trono indossando un tipico copricapo uzbeko            | I pazzeschi          |
| 6       | - | -                | Partire per ultimi dopo aver insegnato il testo del ritornello della canzone Samarcanda ad un locale        | Italia-Brasile       |
| 7       | Trasportare due pietre per tutta la durata della prova vantaggio                                                     | Gli indipendenti | Partire con la bandiera nera, che fa retrocedere di una posizione nella classifica finale                   | Mamma e figlia       |
| 8       | - | -                | Partire per ultimi senza l'aiuto della mappa                                                                | Gli sciacalli        |
| 9       | Partire con la bandiera avvelenata, Massimo Ferrero come zavorra, che fa retrocedere di una posizione al libro rosso | Mamma e figlia   | Aspettare 15 minuti prima di poter saltare sul tappeto rosso al traguardo                                   | Mamma e figlia       |
| 9       | Partire con la bandiera avvelenata, Massimo Ferrero come zavorra, che fa retrocedere di una posizione al libro rosso | Mamma e figlia   | Non poter far parlare un membro della coppia per un'ora                                                     | I pazzeschi (Paride) |
| 10      | - | -                | - | -                    |

## Vantaggio/Bonus
| Puntata | Vantaggio/Bonus                                                                                | Coppia/e       |
| ------- | ---------------------------------------------------------------------------------------------- | -------------- |
| 1       | Immunità dall'eliminazione e visita in una spa turca                                           | Mamma e figlia |
| 2       | Immunità dall'eliminazione e volo in mongolfiera sulle Piscine Naturali di Pamukkale           | Mamma e figlia |
| 3       | Immunità dall'eliminazione, visita alla città di Izmir e mille lire turche da spendere         | Gli sciacalli  |
| 4       | Immunità dall'eliminazione, crociera sul Bosforo e 126 lire turche da spendere durante la sera | Mamma e figlia |
| 4       | Ricevono una lettera dai loro familiari, mille lire turche da spendere durante la sera         | Italia-Brasile |
| 5       | Guadagnare una posizione nella classifica finale                                               | Italia-Brasile |
| 6       | Guadagnare una posizione nella classifica finale                                               | Mamma e figlia |
| 7       | Guadagnare una posizione nella classifica finale                                               | Italia-Brasile |
| 8       | Guadagnare una posizione nella classifica finale                                               | Italia-Brasile |
| 9       | Poter assegnare due handicap diversi a due coppie                                              | Gli sciacalli  |
| 10      | Scegliere l'ordine di partenza delle altre coppie                                              | I pazzeschi    |

## Puntate

### 1ª tappa (Uçhisar → Sultanhani)
La prima puntata è andata in onda in prima visione il 10 marzo 2022.

#### Missioni
- Missione iniziale: In questa missione, tutte le coppie partono dalle abitazioni delle persone che li ospitano a Mustafapaşa e devono risolvere un enigma per aprire il lucchetto che chiude una scatola, al cui interno è indicato il luogo dove recuperare i loro zaini. Nella parte finale devono attraversare un percorso segnato attraverso i Camini delle Fate, tra le cui formazioni rocciose sono nascosti gli zaini; le prime due coppie che arrivano all'inizio del percorso possono affrontare la ricerca a cavallo, mentre tutte le altre devono continuare a piedi.
- Prima missione: Tutte le coppie, ad eccezione della coppia che ha completato per prima la missione precedente, prima di proseguire devono completare il "battesimo dei viaggiatori" che consiste nel recuperare un secchio d'acqua e riportarlo al punto di partenza insieme ad un locale, che lancia loro addosso l'acqua pronunciando una formula beneaugurante per il viaggio.
- Seconda missione: Lungo il percorso verso Sultanhani, i concorrenti devono farsi scattare una foto mentre fingono di reggere il minareto pendente di Aksaray e, con l'aiuto dei locali, inviarla al numero indicato da Costantino.

#### Prova immunità
Le tre coppie qualificate alla prova immunità devono recuperare i cinque ingredienti principali della tipica zuppa locale nei cunicoli della città sotterranea di Mazı; un componente della squadra dà istruzioni via radio al suo compagno e a ogni recupero si scambiano di ruolo. Gli ingredienti raccolti vengono raccolti in una cesta e al termine dei 20 minuti di gioco la coppia che ha raccolto il maggior peso di ingredienti vince la prova immunità.

#### Bonus
La coppia che ha vinto la prova immunità ha avuto la possibilità di rilassarsi in una spa turca per un giorno e di qualificarsi alla tappa successiva; inoltre ha dovuto assegnare un handicap a una coppia avversaria che consisteva nel portare fino al traguardo finale una brocca ittita piena di vino.

### 2ª tappa (Konya → Pamukkale)
La seconda puntata è andata in onda in prima visione il 17 marzo 2022.

#### Missioni
- Prima missione: Prima di partire, i concorrenti devono ricostruire un aforisma diviso in sette parti che sono scritte sulle gonne di ballerini dervisci che intanto eseguono la loro tipica danza.
- Seconda missione: Arrivati a Eğirdir, i concorrenti devono raggiungere in bicicletta un frutteto, raccogliere 50 mele contrassegnate con il logo di Pechino Express e tornare al punto di partenza, poi portarne il maggior quantitativo possibile al negozio Elma Evi. Ai concorrenti sul tempo impiegato viene accordato un bonus di cinque minuti per ogni 20 mele trasportate.
- Terza missione: Tutte le coppie, ad eccezione della coppia vincitrice della prova immunità, prima di proseguire devono individuare titolo e interprete di una canzone turca.
- Quarta missione: Tutti i concorrenti devono portare delle galline fino alla tappa successiva, la città di Denizli e poi proseguire fino al traguardo di tappa.

#### Prova immunità
Le tre coppie qualificate alla prova immunità devono recuperare dei gamberi di lago sul lago di Eğirdir; in bordo a delle imbarcazioni a remi devono raggiungere e prendere delle nasse contenenti i gamberi, tornare al molo e solo un componente della coppia doveva camminare su delle barche ormeggiate e consegnare il pescato a un pescatore locale. Al termine dei trenta minuti di gioco, la coppia che ha raccolto il maggior numero di gamberi dalle giuste dimensioni vince la prova immunità.

#### Bonus
La coppia che ha vinto la prova immunità ha avuto la possibilità di effettuare un volo in mongolfiera e di qualificarsi alla tappa successiva; inoltre ha dovuto assegnare un handicap a una coppia avversaria che consisteva nel privarle di una lavagnetta per poter scrivere il testo della canzone che dovevano indovinare nella missione successiva.

### 3ª tappa (Pamukkale → Ayvacık)
La terza puntata è andata in onda in prima visione il 24 marzo 2022.

#### Missioni
- Prima missione: Tutte le coppie, prima di partire, devono pescare un sacchetto chiuso che contiene un nazar, portafortuna in vetro a forma di occhio; la coppia che trova il nazar blu parte per prima e sceglie l'ordine di partenza delle altre coppie.
- Seconda missione: I concorrenti devono fermarsi ad una stazione di servizio indicata da Costantino, offrire il pranzo a chi li sta accompagnando e nel frattempo lavargli l'auto. La coppia che ha trovato il nazar blu sceglie la coppia a cui assegnare la penalità, che consiste nel pulire anche l'interno dell'auto dell'accompagnatore.
- Terza missione: Le coppie, nella città di Izmir devono raggiungere il ristorante Lezzet e preparare in modo corretto il döner kebap.
- Quarta missione: I concorrenti, arrivati ad una pineta, devono raccogliere venti pigne con l'apposito bastone, metterle in un sacco di juta e portarle al punto di partenza.
- Quinta missione: Le coppie devono recuperare due bicchieri che si trovano su una barca da raggiungere con una imbarcazione a remi, tornare al molo e bere il rakı, per poi proseguire verso il traguardo di tappa.

#### Prova immunità
Le quattro coppie qualificate alla prova immunità si affrontano nella guerra dei cuscini. Il gioco è ad eliminazione e l'ultima coppia rimasta vince la prova immunità. Durante la battaglia, l'altro componente di ogni coppia può distrarre il combattente avversario lanciandogli sacchetti di iuta ripieni di farina.

#### Bonus
La coppia che ha vinto la prova immunità, oltre a qualificarsi per la prova successiva, ha avuto la possibilità di visitare la città di Izmir e spendere mille lire turche a piacere.

### 4ª tappa (Istanbul)
La quarta puntata è andata in onda in prima visione il 31 marzo 2022.

#### Missioni
- Prima missione: Tutte le coppie, prima di partire, devono prendere una scatolina contenente i pezzi per comporre un tesbih e ricostruirlo in maniera corretta con l'aiuto dei locali, portandolo da Costantino una volta completato.
- Seconda missione: I concorrenti devono farsi un selfie con la Torre della Vergine e il lato europeo di Istanbul come sfondo ed inviarlo con il telefono a Costantino.
- Terza missione: Le coppie, arrivate al Gran Bazar, hanno a disposizione 200 lire turche con cui devono comprare babbucce tradizionali, un chilo di lokum e un chezve (pentolino per la preparazione del caffè turco) spendendo il meno possibile.
- Quarta missione: I concorrenti devono mangiare un dondurma a coppia; al suo interno è nascosto l'indizio per raggiungere la meta successiva che era la statua dell'aquila nel quartiere di Beşiktaş, dove la coppia che è arrivata per prima ha ricevuto come bonus una busta con mille lire turche da spendere e una lettera inviata dai familiari.
- Quinta missione: Le coppie devono raggiungere l'Haseki Hürrem Sultan Hamami, entrare, prendere una saponetta e insaponarsi a vicenda fino a consumarla completamente. La saponetta contiene l'indizio per raggiungere la tappa successiva.
- Sesta missione: I concorrenti devono recuperare il libro di Agatha Christie Assassinio sull'Orient Express in una cassetta di sicurezza nella stazione di Sirkeci. Il libro nasconde l'indirizzo della meta successiva che devono raggiungere (il parco Beylerbey).
- Settima missione: Raggiunto il parco di Beylerbey, le coppie devono indovinare le situazioni inscenate da alcuni attori di soap turche; a ogni errore corrisponde una penalità sul tempo per proseguire verso il traguardo di tappa.

#### Prova immunità
Le tre coppie qualificate alla prova immunità devono trasportare sulla testa un vassoio di simit da caricare su un carretto lungo un percorso a ostacoli. Arrivati a 50 simit devono venderli ai passanti a 3 lire turche ciascuno. La coppia che al termine del tempo ha guadagnato più soldi vince la prova immunità.

#### Bonus
La coppia che ha vinto la prova immunità, oltre a qualificarsi per la prova successiva, ha avuto la possibilità di trascorrere la notte in un albergo di lusso e di effettuare una crociera sul Bosforo. Inoltre ha dovuto assegnare un handicap ad una coppia avversaria che consisteva nel ripartire per ultimi dopo aver ascoltato una lezione di storia sulla moschea di Santa Sofia.

### 5ª tappa (Ayaz-Kala → Khiva)
La quinta puntata è andata in onda in prima visione il 7 aprile 2022.

#### Missioni
- Prima missione: Tutte le coppie, prima di partire, devono raggiungere a piedi la fortezza di Ayaz-Kala, individuare le cinque targhette con i nomi corretti degli stati con cui confina l'Uzbekistan, tornare da Enzo in una yurta e posizionarli sulla mappa in maniera corretta. In caso di risposta esatta, la coppia riceve la busta con le indicazioni della missione successiva, altrimenti, dovevano tornare sulla fortezza prendere le targhette con i nomi corretti e posizionarli sulla mappa correttamente. Al secondo errore, la coppia prima di ripartire deve scontare una penalità di cinque minuti.
- Seconda missione: I concorrenti devono scegliere il mezzo di trasporto che secondo loro è il più veloce per percorrere i successivi 10 km di tappa; tutti i mezzi devono essere sistemati prima di partire.
- Terza missione: Le coppie, arrivate al villaggio di Kiraf, devono cercare un melone invernale con il logo di Pechino Express nascosto in un magazzino e mangiarlo tutto.
- Quarta missione: I concorrenti devono imparare i numeri da 1 a 20 e i segni delle operazioni in uzbeco con l'aiuto dei locali poi devono scrivere il risultato di un'operazione che viene loro richiesta in uzbeko da una professoressa locale situata al monumento ad Al-Biruni a Beruniy. Se le coppie risolvevano correttamente l'equazione ricevevano la busta con le indicazioni per proseguire la gara, altrimenti, dovevano tornare a studiare.
- Quinta missione: Le coppie, arrivate ad un palazzo monumentale di Narallah Bay a Khiva, devono imparare una coreografia maschile e femminile di danza Lazgi e interpretarla davanti alla professoressa Gavhar prima di poter proseguire il viaggio verso il Libro Rosso di Pechino Express.
- Sesta missione: I concorrenti dopo aver ricevuto un cestino, devono recarsi a una scuola di intagliatori e trovare il timbro con i loro nomi, poi trovare una casa con il forno tandoori e preparare il tipico pane uzbeko. Una volta pronto devono consegnarlo ad un ristorante sul lago Karakul che lo condisce con aglio, pepe e peperoncino; i concorrenti devono poi mangiare il pane preparato (Dala Kabob) dal ristoratore e una volta consumato ricevevano le indicazioni per il traguardo di tappa.

#### Prova vantaggio
Le quattro coppie qualificate alla prova vantaggio si sfidano in una gara a più manche. Nella prima, ogni componente con l'aiuto del proprio compagno deve indossare nella sequenza corretta cinquanta magliette di cotone numerate, attraversare un percorso in equilibrio su una trave, prendere una nappa e portarla a Enzo. Al termine della manche viene eliminata l'ultima coppia arrivata. Nella seconda manche tocca all'altro componente della coppia affrontare la prova, aiutato sempre dal compagno; anche in questo caso viene eliminata l'ultima coppia arrivata. Nella manche finale solo un componente della coppia deve indossare altre venticinque magliette e affrontare il percorso. La coppia che completa la gara per prima vince la prova vantaggio.

#### Bonus
La coppia che ha vinto la prova vantaggio ha guadagnato una posizione nella classifica finale di tappa. Inoltre ha dovuto assegnare un handicap ad una coppia avversaria che consisteva nel ripartire per ultimi dopo aver scattato una foto su un trono indossando un chugurma, tipico copricapo uzbeko con una spada.

### 6ª tappa (Bukhara → Tashkent)
La sesta puntata è andata in onda in prima visione il 14 aprile 2022.

#### Missioni
- Prima missione: prima di iniziare la tappa, le coppie sono state mischiate:
  - Helena e Victoria;
  - Aurora e Rita;
  - Paride e Cristian;
  - Cristiano e Nikita;
  - Bugo e Sasha;
  - Natasha e Fru.

Alle nuove coppie viene consegnata una marionetta. I concorrenti, per ottenere la busta rossa con la missione successiva, devono portare da Enzo Miccio una persona che tra tratti fisici e abbigliamento presenti almeno tre elementi in comune con la marionetta.
- Seconda missione: Tutte le coppie devono recarsi in un negozio di tappeti e portare a casa dei clienti il tappeto a loro destinato. Una volta consegnato il tappeto, le coppie ricevono un tablet e l'indirizzo della meta successiva.
- Terza missione: I concorrenti, una volta raggiunto il centro culturale nella città di Navoiy, devono usare il tablet per fotografare persone con i denti d'oro, arrivando a riprendere in tutto almeno 24 denti, per poter proseguire il viaggio verso Samarcanda. Arrivate al Libro Rosso, le coppie per potersi qualificare per la prova vantaggio devono aspettare il compagno originario. Le prime due coppie ricongiunte si affrontano nella prova vantaggio.
- Quarta missione: Le coppie, raggiunto il mercato tessile di Samarcanda, devono recuperare i tessuti per realizzare la bandiera dell'Uzbekistan, per poi cucirla a bordo del treno che li trasporta a Tashkent. Le prime due coppie che portano la bandiera a Miccio hanno l'ospitalità per la notte assicurata.
- Quinta missione: I concorrenti devono raggiungere il monumento Alisher Navoi e affrontare la sfida dei sette mostri. I viaggiatori a turno devono girare quattro volte ciascuno una ruota e mangiare una delle interiora di montone contenute nello spicchio indicato da una bandierina: sangue cotto, lingua, stomaco, occhi, testicoli, cervella e pene. Se la ruota si ferma su uno spicchio vuoto si può saltare il turno. Al termine della missione, le coppie ricevono la busta con le indicazioni per raggiungere il traguardo di tappa.

#### Prova vantaggio
Le due coppie qualificate alla prova vantaggio si sfidano ad una particolare partita a scacchi vivente: devono centrare con un cerchio otto persone che rappresentano alcuni pezzi del gioco per poter prendere un pannello con una lettera che portano al collo. Una volta ottenute tutte le lettere, devono comporre il nome del figlio di Tamerlano, Shah Rukh. La coppia che completa la gara per prima vince la prova vantaggio.

#### Bonus
La coppia che ha vinto la prova vantaggio ha guadagnato una posizione nella classifica finale di tappa. Inoltre ha dovuto assegnare un handicap ad una coppia avversaria che consisteva nel ripartire per ultimi dopo aver insegnato ad un locale le parole del ritornello della canzone Samarcanda di Roberto Vecchioni.

### 7ª tappa (Aqaba → Petra)
La settima puntata è andata in onda in prima visione il 21 aprile 2022.

#### Missioni
- Prima missione: Tutte le coppie, prima di partire, devono imparare con l'aiuto dei locali il nome in arabo di dieci specie di pesci e farsi interrogare da Miccio. Una volta riusciti a pronunciare correttamente il nome di tre specie, devono tuffarsi in mare e fotografare esemplari di tre delle specie di cui hanno imparato il nome. Completata la missione, le coppie devono raggiungere il ristorante Abu Mazi di Aqaba per ricevere le indicazioni per la seconda missione.
- Seconda missione: I concorrenti devono reperire al mercato delle spezie i cinque ingredienti base che compongono lo za'atar ovvero timo, sesamo, origano, sale e sumac e poi portarli a Miccio presso il forte di Aqaba. Per ogni ingrediente sbagliato, le coppie sono penalizzate con due minuti di pausa. Per poter firmare il libro rosso, le coppie devono poi portare a Miccio cinque persone che indossano occhiali da sole. La coppia che firma per prima riceve un vantaggio per la prova vantaggio.
- Terza missione: I viaggiatori devono imparare in arabo la frase utilizzata dall'esploratore Johann Ludwig Burckhardt come espediente per poter arrivare a Petra, e una volta raggiunto il Tesoro ripeterla a Miccio pronunciandola correttamente. La prima coppia che termina la missione vince la puntata.

#### Prova vantaggio
Le coppie, munite di una mappa e di un orologio-bussola, devono completare nel deserto del Wadi Rum un percorso con quattro tappe intermedie: ad ogni tappa è prevista una prova. La coppia vincitrice della seconda missione stabilisce l'ordine di partenza; i componenti della coppia che parte per ultima devono affrontare il percorso trasportando due pesanti pietre del deserto. Le prime due tappe vengono percorse a piedi. Nella prova della prima tappa le coppie devono trovare la loro busta, sepolta nella sabbia, con la foto del dromedario assegnato a loro. Alla seconda tappa, le coppie, raggiunto il proprio dromedario, devono imparare dai beduini i comandi per controllare i dromedari e poter percorrere il resto del percorso in sella agli animali. Alla terza tappa le coppie devono dare da mangiare e bere al loro dromedario prima di poter continuare. Alla quarta tappa le coppie per poter proseguire devono indovinare da un elenco i due miraggi visti da Totò nel film Totò d'Arabia; per ogni risposta errata le coppie subiscono una penalità di quattro minuti. La coppia che completa il percorso arrivando per prima al traguardo vince la prova vantaggio.

#### Bonus
La coppia che ha vinto la prova vantaggio ha guadagnato una posizione nella classifica finale di tappa. Inoltre ha dovuto assegnare un handicap consistente nello scegliere una coppia avversaria a cui dare la Bandiera Nera di Pechino Express.

### 8ª tappa (Petra → Amman)
L'ottava puntata è andata in onda in prima visione il 28 aprile 2022.

#### Missioni
- Prima missione: Tutte le coppie, prima di partire, devono scegliere un asino con il quale raggiungere la Tomba del soldato romano seguendo il percorso segnato. Le coppie partono in base ad un ordine prestabilito dal nome degli asini, sorteggiato a loro insaputa prima della loro scelta. Una volta raggiunta la tomba devono trovare un indizio, uno stemma dei crociati, che unito all'indizio di Miccio, li aiuterà a capire il luogo da raggiungere per trovare il libro rosso (il castello di Kerak).
- Seconda missione: I concorrenti, dopo aver raggiunto il grande teatro romano di Amman, devono liberare un piccione e raggiungere la casa del suo proprietario. Una volta arrivati devono entrare in una voliera e trovare il piccione con il bigliettino alla zampa che contiene l'indirizzo da raggiungere per la prossima missione.
- Terza missione: I viaggiatori, raggiunto il ristorante indicato, devono mangiare tutto un piatto di mansaf solo con la mano destra e alla fine, rovesciando il piatto, possono leggere l'indirizzo per la missione successiva.
- Quarta missione: Le coppie devono raggiungere la scalinata di Zajal dove devono lasciare il vaso dopo aver scritto un messaggio e trovare quello con il logo di Pechino Express dove è indicato l'indirizzo dove trovare il tappeto rosso (la cittadella di Amman).

#### Prova vantaggio
Le due coppie qualificate alla prova vantaggio devono addentrarsi nelle grotte della fortezza di Kerak dove devono trovare i sedici pezzi corretti che compongono un puzzle 3D, solo dopo averli recuperati tutti possono procedere all'assemblaggio. I membri si alternano nel cercare i pezzi e nel reggere la corda che tiene il pezzo più alto del puzzle. La coppia che completa il puzzle per prima al traguardo vince la prova vantaggio.

#### Bonus
La coppia che ha vinto la prova vantaggio ha guadagnato una posizione nella classifica finale di tappa. Inoltre ha dovuto assegnare un handicap consistente nello scegliere una coppia avversaria che deve partire per ultima e senza l'aiuto della mappa.

### 9ª tappa (Ras al-Khaimah → Abu Dhabi)
La nona puntata è andata in onda in prima visione il 5 maggio 2022.

#### Missioni
- Prima missione: Tutte le coppie, prima di partire, devono imparare il tipico grido di benvenuto degli uomini shiu che devono riprodurre davanti ad un maestro per ottenere la busta rossa contenente l'indirizzo da raggiungere per la missione successiva. La coppia vincitrice della puntata precedente deve inoltre scegliere una coppia a cui assegnare la "bandiera avvelenata", portata da un terzo componente (Massimo Ferrero) che si unirà alla coppia che in quel momento possiede la bandiera. La bandiera avvelenata, come la bandiera nera, può essere trasferita a un'altra coppia e costituisce una penalità: la coppia che al termine della quarta missione si trova ad avere la bandiera avvelenata perde una posizione.
- Seconda missione: I concorrenti, dopo aver raggiunto Jebel Jais, devono affrontare la zip-line più lunga al mondo e all'arrivo ripetere una frase di Italo Calvino letta loro da Miccio subito prima di lanciarsi. A seconda della precisione con cui la frase viene ripetuta, i concorrenti possono ripartire subito oppure dopo 5 o 10 minuti di penalità.
- Terza missione: I viaggiatori, dopo aver raggiunto la città fantasma di Al Madam, devono scavare all'interno della casa assegnata a loro e trovare la mappa con indicato l'indizio per raggiungere la destinazione successiva, l'oasi di al-'Ayn; l'ordine di arrivo determina la ripartenza del giorno successivo.
- Quarta missione: Le coppie devono raggiungere il mercato di dromedari di al-'Ayn dove devono sceglierne uno, abbellirlo per un "concorso di bellezza" ed esibirlo dinanzi a dei giudici; se ottengono un punteggio superiore a 16 possono ripartire immediatamente, se ottengono un punteggio tra 14 e 16 punti devono attendere 5 minuti, se ottengono un punteggio inferiore ai 14 punti devono attendere 10 minuti.
- Quinta missione: I concorrenti devono arrivare in kajak al bosco di mangrovie del parco nazionale e trovare l'indizio personalizzato nascosto tra le piante (il numero di targa di una barca di pescatori) da usare per la missione successiva.
- Sesta missione: I viaggiatori, una volta raggiunto il porto dei pescatori, devono trovare il dhow con il numero di targa corrispondente a quello dell'indizio per ottenere l'indirizzo del Tappeto rosso.

#### Prova vantaggio
Le coppie devono giocare a "calcio" contro un'altra coppia rimanendo all'interno di una palla gonfiabile gigante. L'ordine di arrivo al Libro rosso concede 3 gol di vantaggio per la prima coppia arrivata, 2 per la seconda e 1  per la terza. Le coppie si scontrano in incontri diretti ad eliminazione della durata di dieci minuti. La coppia che vince la partita finale si aggiudica la prova vantaggio.

#### Bonus
La coppia che ha vinto la prova vantaggio ha dovuto assegnare un handicap a due coppie avversarie: la prima coppia dovrà aspettare 15 minuti prima di saltare sul tappeto rosso, la seconda coppia dovrà mettere un bavaglio a uno dei due componenti che non potrà parlare per un'ora.

### 10ª tappa (Dubai)
La decima puntata è andata in onda in prima visione il 12 maggio 2022.

#### Missioni
- Prima missione: Tutte le coppie, prima di partire, devono rispondere alle domande di Costantino ed Enzo Miccio, prima però devono correre attorno all'ultimo piano del grattacielo e osservare attorno per trovare le risposte. La prima coppia che arriva a tre risposte corrette è la prima a partire per la missione successiva.
- Seconda missione: I concorrenti, dopo aver raggiunto la grande moschea di Bur Dubai, devono consegnare tre pacchi ai relativi suq, uno di gioielli, uno di spezie e uno di tessuti, per farlo devono attraversare il fiume con l'abra; per ogni pacco consegnato ricevono una Busta rossa con una parte dell'indirizzo scritto in arabo da raggiungere per la prossima missione.
- Terza missione: I viaggiatori, dopo aver raggiunto il Green Planet, devono entrare nella grotta dei pipistrelli e trovare la Busta rossa con un indizio, scendere al primo piano e un componente della coppia deve immergersi nella vasca di piranha e cercare la seconda Busta rossa dove è indicata la prossima meta.
- Quarta missione: Le coppie devono raggiungere la fermata di bus e metro vicino alle Emirates Towers e trovare dieci persone di dieci nazionalità diverse indicate in una lista e portarle da Costantino con in mano la relativa bandiera nazionale. Una volta fatto, Costantino gli consegna la Busta rossa con indicato l'indirizzo dove trovare la bandiera di Pechino, alla spiaggia La Mer a South Beach.

#### Missioni finali
- Prima missione: Tutte le coppie, prima di partire, devono trovare il businessman corretto con il quale scambiare una ventiquattore chiusa con un codice, aprirla e consegnare i documenti a Enzo.
- Seconda missione: I concorrenti, dopo aver raggiunto il Bay Central di Dubai Marina, devono immedesimarsi in personal shopper dei relativi influencers, consegnandogli ciò che hanno acquistato all'indirizzo segnato con il gps su un tablet ma inseguendoli a piedi; poi raggiungere il The Frame.
- Terza missione: I viaggiatori, dopo aver raggiunto il porto 2 di Umm Suqueim, devono agganciarsi ad un paracadute trainato da una barca, osservarsi intorno e trovare l'indizio per la prossima missione.
- Quarta missione: Le coppie devono raggiungere il City Walk e trovare la fontana, arrivati al centro commerciale Enzo cambia la missione e le coppie devono trovare l'auto indicata, l'autista gli consegna la Busta rossa con l'indirizzo da raggiungere.
- Quinta missione: I concorrenti devono raggiungere la spiaggia notturna e trovare la persona che ha appena finito il turno di lavoro e che custodisce un indizio. Una volta scoperta la destinazione finale, la coppia che per prima ha raggiunto il Tappeto Rosso ha vinto la nona edizione di Pechino Express.

## Ascolti
Il dato considera gli ascolti cumulati prodotti su Sky Uno/+1 e sull'On demand nel primo giorno di trasmissione, non essendo sempre disponibili i dati lineari del solo canale principale, inoltre da maggio 2022 sono cambiati i criteri di rilevazione Auditel, da cui il dato maggiore in share di semifinale e finale.
| Puntata    | Messa in onda  | Telespettatori | Share | Fonte  |
| ---------- | -------------- | -------------- | ----- | ------ |
| 1          | 10 marzo 2022  | 433 000        | 1,40% | [ 10 ] |
| 2          | 17 marzo 2022  | 436 000        | 1,50% | [ 11 ] |
| 3          | 24 marzo 2022  | 304 000        | 1,10% | [ 12 ] |
| 4          | 31 marzo 2022  | 404 000        | 1,50% | [ 13 ] |
| 5          | 7 aprile 2022  | 431 000        | 1,50% | [ 14 ] |
| 6          | 14 aprile 2022 | 356 000        | 1,40% | [ 15 ] |
| 7          | 21 aprile 2022 | 458 000        | 1,70% | [ 16 ] |
| 8          | 28 aprile 2022 | 455 000        | 1,60% | [ 17 ] |
| Semifinale | 5 maggio 2022  | 442 000        | 1,70% | [ 18 ] |
| Finale     | 12 maggio 2022 | 474 000        | 2,00% | [ 19 ] |
| Media      | Media          | 419 300        | 1,54% |        |